# Ngari Penchen Pema Wanggyel
| Tibetische Bezeichnung                                      |
| ----------------------------------------------------------- |
| Tibetische Schrift: མངའ་རིས་པཎ་ཆེན་པདྨ་དབང་རྒྱལ་                 |
| Wylie-Transliteration: mnga' ris paN chen padma dbang rgyal |

Ngari Penchen Pema Wanggyel (tib. mnga' ris paN chen padma dbang rgyal; geb. um 1487; gest. um 1542) war ein bedeutender Gelehrter, ein Asket und Yoga-Meister und Tertön der Nyingma-Schule des tibetischen Buddhismus. Er ist eine der vorherigen Inkarnationen von Jigme Lingpa. 
Geschätzt wird seine Abhandlung Ermittlung der drei Gelübdekategorien bzw. Erklärung der drei Gelübde (tib. སྡོམ་གསུམ་རྣམ་ངེས་, Wyl. sdom gsum rnam nges) über die Drei Gelübdekategorien (sdom gsum) Prātimoksa, Bodhisattva und Vidyādhara aus einer Dzogchen-Perspektive.
Seine Reinkarnation war Changdag Trashi Tobgyel (byang bdag bkra shis stobs rgyal).

## Zitat
„Dieser Ngari Panchen ist der ältere Bruder der ersten Inkarnation von Rigdzin Godem, Legdan Dudjom Dorje,…….mNga ris panchen Padma dbang rgyal (1487–1543) ein herausragender Gelehrter und Adept der Byangter Linie, er errichtete um seine Einsiedlerhöhle in den Bergen herum ein Kloster auf Zeit ein, dem er den Namen Evam lcog sgar gab. Das künftige Anwachsen dieser im Zeltlager wohnenden Mönchsgemeinde vorausahnend, stellte er einen strengen Verhaltenskodex auf, den alle zu befolgen hatten, die sich dort aufhielten…“

## Werke
- „sDom-gsum rnam-nges“ („Ermittlung der drei Gelübdekategorien“) bzw.  Domsum Nampar Ngepai Tencho (sdom gsum rnam par nges pa'i bstan bcos), engl. Perfect Conduct: Ascertaining the Three Vows.

### Übersetzungen
- Gyalpo, Pema Wangyi, Ngari Panchen. 1996. Perfect Conduct: Ascertaining the Three Vows. Commentary by His Holiness Dudjom Rinpoche, Jigdral Yeshe Dorje. Translated by Khenpo Gyurme Samdrub and Sangye Khandro. Boston: Wisdom Publications.